# Димитър Кутровски
Димитър Васков Кутровски е български тенисист. Към януари 2012 г. е втора ракета на България след Григор Димитров. През 2011 г. е поканен в отбора на България за Купа Дейвис и дебютира с победа в мача с Беларус.
Като юноша е състезател на ЦСКА. През 2003 г. е №28 в европейската ранглиста на ETA за юноши до 16 г., а през 2005 г. достига до 69-о място в световната ранглиста на ITF до 18 г. Шампион е на двойки от държавното първенство в зала през 2005 г. с Мартин Шишков.
Завършва средното си образование в Спортно училище „Ген. Владимир Стойчев“ и висшето в Университета в Тексас, където играе в американското колежанско първенство (NCAA). Със своите 230 победи на сингъл и двойки се превръща в най-успешния състезател по тенис в историята на университета. През периода 2008-2010 три пъти е носител на наградата All-American на сингъл, даваща се на играчи с най-добри резултати през годината в САЩ.
След завършване на образованието си през 2010 г. Кутровски започва да участва по-активно на фючърси в САЩ. Печели две титли на двойки и достига до заключителните фази на още няколко турнира на сингъл и на двойки. Добрите му изяви го класират на 546-о място в световната ранглиста за мъже.
През 2012 г. дебютира на турнир от ATP, като стартира от квалификациите и достига до четвъртфинал, където губи от американеца Райън Харисън. След турнира достига до 313 място в световната ранглиста. На 14 февруари 2012 г. е уличен в употреба на забраненото вещество метилхексанамин. Кутровски твърди, че веществото е попаднало в организма му чрез приемането на хранителната добавка Jack3d като не е упоменато в състава ѝ. Въпреки че ITF не оспорва обстоятелствата, свързани с поглъщането вследствие на незнание Световната антидопингова агенция (WADA) го наказва с лишаване на състезателни права със срок от две години за период от 14.02.2012 до 13.02.2014 г. Впоследствие тенисиста обжалва и наказанието му е намалено с 9 месеца до 14.05.2013 г.

## Класиране в ранглистата в края на годината
| Година | 2005 | 2006 | 2007 | 2008 | 2009 | 2010 | 2011 | 2012 |
| Сингъл | 1331 | 1013 | 1461 | 1566 | 931  | 566  | 520  | 708  |
| Двойки | -    | 1467 | -    | -    | -    | 599  | 749  | -    |

## Финали

### Титли на сингъл (1)
| Година | Турнир     | Категория       | Съперник    | Резултат |
| 2012   | Анталия F3 | ITF FU $ 10 000 | Стивън Диез | 6-3 6-0  |

| Легенда      |
| CH Чалънджър |
| FU Фючърс    |

### Загубени финали на сингъл (3)
| Година | Турнир      | Категория       | Съперник          | Резултат       |
| 2009   | Остин F25   | ITF FU $ 15 000 | Майкъл Маклюн     | 6-7(5) 3-6     |
| 2010   | Лумис F13   | ITF FU $ 15 000 | Майкъл Винъс      | 6-7(4) 6-1 3-6 |
| 2011   | Оклахома F8 | ITF FU $ 15 000 | Арнау Бругес-Дави | 5-7 1-6        |

### Титли на двойки (3)
| Година | Турнир        | Категория       | Партньор    | Съперник                    | Резултат       |
| 2010   | Мансфийлд F27 | ITF FU $ 15 000 | Джош Завала | Андреа Коларини Денис Кудла | 6-3 6-2        |
| -      | Пенсакола F30 | ITF FU $ 10 000 | Джак Сок    | Девин Бритън Джордан Кокс   | 5-7 6-2 [10-8] |
| 2011   | Палм Коуст F4 | ITF FU $ 10 000 | Джак Сок    | Блейк Строуд Грегъри Оулет  | 6-3 3-6 [10-8] |

### Загубени финали на двойки (3)
| Година | Турнир            | Категория       | Партньор | Съперник                  | Резултат       |
| 2010   | Чико F15          | ITF FU $ 15 000 | Джак Сок | Нима Рошан Хосе Стейтъм   | 3-6 6-0 [8-10] |
| -      | Амелия Айлънд F31 | ITF FU $ 10 000 | Джак Сок | Мислав Хижак Роби Пул     | 2-6 6-7(3)     |
| 2011   | Уестън F3         | ITF FU $ 10 000 | Джак Сок | Сунг-Джай Чо Хюн-Джун Ким | 3-6 4-6        |